# Język kwandi
Język kwandi – język z rodziny bantu używany w zambijskiej prowincji Zachodniej. W 2006 roku mówiło nim 12,1 tys. Zambijczyków.
Bywał traktowany jako dialekt języka luyana. Według J.F. Maho stanowi osobny język w grupie języków luyana najbliżej spokrewniony z językiem kwanga.